# Jason Leffler
Jason Leffler (Long Beach, California, 16 de septiembre de 1975 - Chester, Pensilvania, 12 de junio de 2013) fue un piloto de carreras estadounidense. Leffler comenzó a competir en las categorías de monoplazas, donde fue campeón de la USAC National Midget en 1997, 1998, y 1999 y de la USAC Silver Crown en 1998. Compitió en las 500 Millas de Indianápolis en 2000, antes de pasar a la NASCAR.
Leffler llegó a competir en un total de 73 carreras de la NASCAR Sprint Cup Series, entre los años 2001 y 2013, donde logró un top ten y una pole. Durante su carrera deportiva, Leffler ha tenido su mejor rendimiento en la Nationwide Series, donde ha participado en 294 carreras, habiendo logrado la victoria en 2 de ellas: en Nashville 2004 y en el O’Reilly Raceway Park en 2007 (esa victoria también fue la primera de Toyota en NASCAR Nationwide Series). Logró ocho poles, y 107 top ten, y terminó tercero en el campeonato de 2007, cuarto en 2009, sexto en 2011, como mejores resultados en la categoría. También compitió en la Camping World Truck Series, donde participó en 56 carreras entre los años 2000, y 2012, logrando una victoria en Dover en 2003, y logró terminar cuarto en el campeonato 2002.
En el 12 de junio de 2013, Leffler se vio involucrado en un accidente en una carrera de autos sprint en Bridgeport Speedway en Nueva Jersey. Estaba segundo con un pocas vueltas para el final, cuando su auto se estrelló contra un muro y volcó varias veces. Él quedó inconsciente al instante y los paramédicos dijeron que estaba inmóvil. Cuando se descubrió que Leffler no respiraba, el resto de la carrera y las ceremonias de victoria fueron canceladas. Leffler fue trasladado en helicóptero al Centro Médico Crozer-Chester en Chester, Pensilvania, donde fue declarado muerto a las 21:00 EDT. Un informe de la autopsia indicó que la causa de la muerte fue una lesión en el cuello.
Leffler era un padre soltero de un hijo, que se llamaba Charlie Dean (que tenía cinco años de edad en el momento de la muerte de Jason), con Alison East (de quien se divorció). Ellos vivían en  Carolina del Norte.

## Resultados

### NASCAR Cup Series
| 2001 | Chip Ganassi Racing      | 01 | Dodge     | DAY 34 | CAR 33 | LVS 28 | ATL 32 | DAR 39 | BRI DNQ | TEX 17 | MAR DNQ | TAL 20 | CAL 18 | RCH 26 | CLT 30  | DOV 13  | MCH 19 | POC 41  | SON DNQ | DAY 24 | CHI 24 | NHA 27 | POC 21 | IND 26 | GLN    | MCH 24 | BRI 30 | DAR 43  | RCH 28 | DOV DNQ | KAN 28  | CLT 43  | MAR 37 | TAL 15  | PHO 41 | CAR 30 | HOM 10 | ATL DNQ | NHA 30  | 37.º | 2413 |
| 2002 | Ultra Motorsports        | 7  | Dodge     | DAY    | CAR    | LVS    | ATL    | DAR    | BRI     | TEX    | MAR     | TAL    | CAL    | RCH    | CLT     | DOV     | POC    | MCH     | SON     | DAY    | CHI    | NHA    | POC    | IND    | GLN    | MCH    | BRI    | DAR     | RCH    | NHA     | DOV     | KAN     | TAL    | CLT     | MAR    | ATL    | CAR    | PHO 31  | HOM 35  | 63.º | 128  |
| 2003 | Haas CNC Racing          | 0  | Chevy     | DAY    | CAR    | LVS    | ATL    | DAR    | BRI     | TEX    | TAL     | MAR    | CAL    | RCH    | CLT     | DOV     | POC    | MCH     | SON     | DAY    | CHI    | NHA    | POC    | IND 33 | GLN    | MCH 35 | BRI 26 | DAR 26  | RCH 28 | NHA 27  | DOV 25  | TAL DNQ | KAN 30 | CLT 35  | MAR 27 | ATL    | PHO    | CAR     | HOM     | 47.º | 764  |
| 2004 | Haas CNC Racing          | 60 | Chevy     | DAY    | CAR    | LVS    | ATL    | DAR    | BRI     | TEX    | MAR     | TAL    | CAL    | RCH    | CLT     | DOV     | POC    | MCH     | SON     | DAY    | CHI    | NHA    | POC    | IND 43 | GLN    | MCH    | BRI    | CAL     | RCH    | NHA     | DOV     | TAL     | KAN    | CLT     | MAR    | ATL    | PHO    | DAR     | HOM     | 88.º | 34   |
| 2005 | Joe Gibbs Racing         | 11 | Chevy     | DAY 36 | CAL 37 | LVS 22 | ATL 25 | BRI 38 | MAR 12  | TEX 36 | PHO 29  | TAL 26 | DAR 38 | RCH 25 | CLT DNQ | DOV 20  | POC 40 | MCH 20  | SON     | DAY 18 | CHI 20 | NHA 24 | POC 24 | IND 33 | GLN    | MCH    | BRI    | CAL     | RCH    | NHA     | DOV     | TAL     | KAN    | CLT     | MAR    | ATL    | TEX    | PHO     | HOM     | 38.º | 1538 |
| 2006 | Braun Racing             | 71 | Chevy     | DAY    | CAL    | LVS    | ATL    | BRI    | MAR     | TEX    | PHO     | TAL    | RCH    | DAR    | CLT     | DOV     | POC    | MCH     | SON     | DAY    | CHI    | NHA    | POC    | IND    | GLN    | MCH    | BRI    | CAL     | RCH    | NHA     | DOV     | KAN     | TAL    | CLT     | MAR    | ATL    | TEX    | PHO DNQ | HOM     | N/A  | 0    |
| 2008 | Haas CNC Racing          | 70 | Chevy     | DAY    | CAL    | LVS    | ATL    | BRI    | MAR     | TEX    | PHO     | TAL    | RCH    | DAR    | CLT     | DOV DNQ | POC 40 | MCH DNQ | SON     | NHA    | DAY    | CHI 27 | IND 32 | POC    | GLN    | MCH    | BRI    | CAL     | RCH    | NHA     | DOV     | KAN     | TAL    | CLT     | MAR    | ATL    | TEX    | PHO     | HOM     | 59.º | 192  |
| 2010 | Braun Racing             | 32 | Toyota    | DAY    | CAL    | LVS    | ATL    | BRI    | MAR     | PHO    | TEX     | TAL    | RCH    | DAR    | DOV     | CLT     | POC    | MCH     | INF     | NHA    | DAY    | CHI    | IND    | POC    | GLN    | MCH    | BRI    | ATL DNQ | RCH 43 | NHA     | DOV     |         |        |         |        |        |        |         |         | 70.º | 68   |
| 2010 | Prism Motorsports        | 66 | Toyota    |        |        |        |        |        |         |        |         |        |        |        |         |         |        |         |         |        |        |        |        |        |        |        |        |         |        |         |         | KAN DNQ | CAL 43 | CLT DNQ | MAR    | TAL    | TEX    | PHO DNQ | HOM     | 70.º | 68   |
| 2012 | Robinson-Blakeney Racing | 49 | Toyota    | DAY    | PHO    | LVS    | BRI    | CAL    | MAR     | TEX    | KAN     | RCH    | TAL    | DAR    | CLT     | DOV     | POC    | MCH     | SON     | KEN    | DAY    | NHA    | IND    | POC    | GLN 35 |        | BRI 31 | ATL 38  | RCH    | CHI DNQ | NHA DNQ | DOV DNQ | TAL    | CLT     | KAN    | MAR    | TEX    |         |         | 71.º | 01   |
| 2012 | Humphrey Smith Racing    | 19 | Ford      |        |        |        |        |        |         |        |         |        |        |        |         |         |        |         |         |        |        |        |        |        |        | MCH 43 |        |         |        |         |         |         |        |         |        |        |        |         |         | 71.º | 01   |
| 2012 | Humphrey Smith Racing    | 91 | Chevrolet |        |        |        |        |        |         |        |         |        |        |        |         |         |        |         |         |        |        |        |        |        |        |        |        |         |        |         |         |         |        |         |        |        |        | PHO 42  |         | 71.º | 01   |
| 2012 | Humphrey Smith Racing    | 91 | Toyota    |        |        |        |        |        |         |        |         |        |        |        |         |         |        |         |         |        |        |        |        |        |        |        |        |         |        |         |         |         |        |         |        |        |        |         | HOM DNQ | 71.º | 01   |
| 2013 | Humphrey Smith Racing    | 19 | Toyota    | DAY    | PHO    | LVS    | BRI    | CAL    | MAR     | TEX    | KAN     | RCH    | TAL    | DAR    | CLT     | DOV     | POC 43 | MCH     | SON     | KEN    | DAY    | NHA    | IND    | POC    | GLN    | MCH    | BRI    | ATL     | RCH    | CHI     | NHA     | DOV     | KAN    | CLT     | TAL    | MAR    | TEX    | PHO     | HOM     | 52.º | 1    |

1 No pudo sumar puntos, debido a que estaba inscripto para lograr puntos en otra categoría nacional de NASCAR.

### NASCAR Nationwide Series
| 1999 | Joe Gibbs Racing   | 18 | Pontiac | DAY    | CAR    | LVS    | ATL     | DAR    | TEX    | NSV    | BRI    | TAL     | CAL    | NHA    | RCH    | NZH    | CLT    | DOV    | SBO    | GLN    | MLW    | MYB    | PPR    | GTY    | IRP 41 | MCH    | BRI    | DAR    | RCH 22 | DOV DNQ | CLT    | CAR 24 | MEM 24 | PHO    | HOM    |        |        |        | 74.º  | 331  |
| 2000 | Joe Gibbs Racing   | 18 | Pontiac | DAY 20 | CAR 19 | LVS 28 | ATL DNQ | DAR 37 | BRI 25 | TEX 22 | NSV 21 | TAL 28  | CAL 39 | RCH 35 | NHA 24 | CLT 21 | DOV 28 | SBO 32 | MYB 7  | GLN 28 | MLW 15 | NZH 15 | PPR 24 | GTY 15 | IRP 4  | MCH 41 | BRI 36 | DAR 28 | RCH 15 | DOV 10  | CLT 36 | CAR 30 | MEM 16 | PHO 2  | HOM 12 |        |        |        | 20.º  | 2956 |
| 2003 | Haas CNC Racing    | 00 | Chevy   | DAY    | CAR    | LVS    | DAR     | BRI    | TEX    | TAL    | NSH    | CAL     | RCH    | GTY    | NZH    | CLT    | DOV    | NSH    | KEN    | MLW    | DAY    | CHI    | NHA    | PPR    | IRP    | MCH    | BRI    | DAR    | RCH    | DOV     | KAN 16 | CLT 11 | MEM    | ATL 22 | PHO 11 | CAR 22 | HOM 4  |        | 52º   | 739  |
| 2004 | Haas CNC Racing    | 00 | Chevy   | DAY 8  | CAR 32 | LVS 22 | DAR 14  | BRI 32 | TEX 6  | NSH 9  | TAL 5  | CAL 34  | GTY 6  | RCH 11 | NZH 7  | CLT 4  | DOV 14 | NSH 1* | KEN 7  | MLW 15 | DAY 13 | CHI 7  | NHA 3  | PPR 3  | IRP 3  | MCH 7  | BRI 17 | CAL 10 | RCH 4  | DOV 4   | KAN    | CLT    | MEM    | ATL    | PHO    | DAR    | HOM    |        | 12.º  | 3661 |
| 2005 | Braun Racing       | 32 | Chevy   | DAY    | CAL    | MXC    | LVS     | ATL    | NSH    | BRI    | TEX    | PHO     | TAL    | DAR    | RCH    | CLT    | DOV    | NSH    | KEN    | MLW    | DAY 9  | CHI 23 | NHA 29 | PPR    | GTY 18 | IRP    | GLN    | MCH 14 | BRI 20 | CAL 7   | RCH 5  | DOV 3  | KAN 19 | CLT 6  | MEM 24 | TEX 8  | PHO 7  | HOM 27 | 30.º  | 1829 |
| 2006 | Braun Racing       | 32 | Chevy   | DAY 6  | CAL 22 | MXC 17 | LVS 11  | ATL 6  | BRI 32 | TEX 17 | NSH 17 | PHO 22* |        |        |        |        |        |        |        |        |        |        |        |        |        |        |        |        |        |         |        |        |        |        |        |        |        |        | 13.º  | 3554 |
| 2006 | Braun Racing       | 38 | Chevy   |        |        |        |         |        |        |        |        |         | TAL 18 | RCH 24 | DAR 10 | CLT 18 | DOV 34 | NSH 43 | KEN 40 | MLW 4  | DAY 18 | CHI 19 | NHA 14 | MAR 8  | GTY 33 | IRP 19 | GLN 35 | MCH 13 | BRI 5  | CAL 24  | RCH 20 | DOV 5  | KAN 31 | CLT 28 | MEM 34 | TEX 43 | PHO 14 | HOM 19 | 13.º  | 3554 |
| 2007 | Braun Racing       | 38 | Toyota  | DAY 22 | CAL 38 | MXC 6  | LVS 37  | ATL 41 | BRI 34 | NSH 4  | TEX 13 | PHO 18  | TAL 35 | RCH 37 | DAR 6  | CLT 31 | DOV 11 | NSH 3  | KEN 14 | MLW 3  | NHA 12 | DAY 9  | CHI 33 | GTY 4  | IRP 1  | CGV 26 | GLN 27 | MCH 12 | BRI 2* | CAL 14  | RCH 11 | DOV 30 | KAN 21 | CLT 19 | MEM 5  | TEX 12 | PHO 8  | HOM 14 | 3.º   | 3996 |
| 2008 | Braun Racing       | 38 | Toyota  | DAY 19 | CAL 11 | LVS 39 | ATL 8   | BRI 6  | NSH 13 | TEX 9  | PHO 14 | MXC 21  | TAL 4  | RCH 16 | DAR 9  | CLT 32 | DOV 27 | NSH 26 | KEN 16 | MLW 10 | NHA 32 | DAY 23 | CHI 27 | GTY 4  | IRP 16 | CGV 7  | GLN 8  | MCH 8  | BRI 15 | CAL 26  | RCH 30 | DOV 7  | KAN 8  | CLT 18 | MEM 12 | TEX 17 | PHO 25 | HOM 4  | 9.º   | 4086 |
| 2009 | Braun Racing       | 38 | Toyota  | DAY 33 | CAL 11 | LVS 4  | BRI 10  | TEX 13 | NSH 6  | PHO 2  | TAL 6  | RCH 10  | DAR 2  | CLT 6  | DOV 8  | NSH 5  | KEN 5  | MLW 10 | NHA 10 | DAY 19 | CHI 4  | GTY 14 | IRP 8  | IOW 3  | GLN 15 | MCH 11 | BRI 6  | CGV 29 | ATL 20 | RCH 32  | DOV 6  | KAN 11 | CAL 30 | CLT 32 | MEM 3  | TEX 3  | PHO 27 | HOM 18 | 4.º   | 4540 |
| 2010 | Braun Racing       | 38 | Toyota  |        | CAL 14 | LVS 12 |         | NSH 39 | PHO 19 | TEX 12 | TAL 41 | RCH 16  |        |        |        | NSH 34 | KEN 33 | ROA 8  | NHA 14 | DAY 14 | CHI 5  | GTY 23 | IRP 30 | IOW 3  | GLN 35 | MCH 34 |        | CGV 21 |        | RCH 14  | DOV 8  | KAN 10 | CAL 37 | CLT 15 | GTY 4  | TEX 6  | PHO 33 |        | 9.º   | 3941 |
| 2010 | Braun Racing       | 10 | Toyota  | DAY 33 |        |        | BRI 9   |        |        |        |        |         | DAR 5  | DOV 5  | CLT 7  |        |        |        |        |        |        |        |        |        |        |        | BRI 2  |        | ATL 7  |         |        |        |        |        |        |        |        | HOM 10 | 9.º   | 3941 |
| 2011 | Turner Motorsports | 30 | Chevy   | DAY 6  |        |        | BRI 8   |        | TEX 15 |        |        |         | DAR 9  |        |        |        |        |        |        |        |        |        |        |        |        |        |        | BRI 7  | ATL 9  |         |        | DOV 19 |        | CLT 11 |        |        |        |        | 6.º   | 1028 |
| 2011 | Turner Motorsports | 38 | Chevy   |        | PHO 11 | LVS 9  |         | CAL 11 |        | TAL 15 | NSH 15 | RCH 10  |        | DOV 11 | IOW 33 | CLT 21 | CHI 5  | MCH 10 | ROA 20 | DAY 2  | KEN 13 | NHA 30 | NSH 18 | IRP 6  | IOW 13 | GLN 18 | CGV 9  |        |        | RCH 29  | CHI 12 |        | KAN 13 |        | TEX 15 | PHO 26 | HOM 12 |        | 6.º   | 1028 |
| 2012 | Turner Motorsports | 30 | Chevy   | DAY    | PHO    | LVS    | BRI     | CAL    | TEX    | RCH    | TAL    | DAR     | IOW    | CLT    | DOV    | MCH    | ROA    | KEN    | DAY    | NHA    | CHI    | IND    | IOW 8  | GLN    | CGV    | BRI    | ATL    | RCH    | CHI    | KEN     | DOV    | CLT    | KAN    | TEX    | PHO 12 | HOM    |        |        | 120.º | 01   |

1  No pudo sumar puntos, debido a que estaba inscripto para lograr puntos en otra categoría nacional de NASCAR.

### NASCAR Truck Series
| 2000 | Ultra Motorsports         | 5  | Ford   | DAY    | HOM    | PHO    | MMN    | MAR    | PRT   | GTW    | MEM   | PPR   | EVG    | TEX   | KEN    | GLN   | MLW    | NHA    | NZH     | MCH   | IRP 29 | NSV   | CIC   | RCH    | DOV    | TEX   | CAL    |       | 103.º | 76   |
| 2002 | Ultra Motorsports         | 2  | Dodge  | DAY 11 | DAR 30 | MAR 6  | GTW 2  | PPR 2* | DOV 9 | TEX 27 | MEM 4 | MLW 2 | KAN 4  | KEN 5 | NHA 27 | MCH 2 | IRP 2  | NSH 28 | RCH 12* | TEX 8 | SBO 9  | LVS 5 | CAL 2 | PHO 16 | HOM 3  |       |        |       | 4.º   | 3156 |
| 2003 | Ultra Motorsports         | 2  | Dodge  | DAY 30 | DAR 6  | MMN 7  | MAR 11 | CLT 21 | DOV 1 | TEX 27 | MEM 6 | MLW 2 | KAN 7  | KEN 5 | GTW 2  | MCH 4 | IRP 15 | NSH 24 | BRI 9   | RCH   | NHA    | CAL   | LVS   | SBO    | TEX    | MAR   | PHO    | HOM   | 16.º  | 2209 |
| 2004 | Morgan-Dollar Motorsports | 47 | Chevy  | DAY    | ATL    | MAR    | MFD    | LOW    | DOV   | TEX    | MEM   | MLW   | KAN    | KEN   | GTW    | MCH   | IRP    | NSH    | BRI     | RCH   | NHA    | LVS   | CAL   | TEX    | MAR    | PHO   | DAR 24 | HOM   | 95.º  | 91   |
| 2007 | Red Horse Racing          | 1  | Toyota | DAY    | CAL    | ATL    | MAR    | KAN    | LOW   | MFD    | DOV   | TEX   | MCH    | MLW   | MEM    | KEN   | IRP    | NSH    | BRI     | GTW   | NHA    | LVS   | TAL 4 | MAR 23 | ATL    | TEX 9 | PHO 4  | HOM 5 | 41.º  | 707  |
| 2009 | Stringer Motorsports      | 90 | Toyota | DAY    | CAL    | ATL    | MAR    | KAN    | CLT   | DOV    | TEX   | MCH   | MLW 29 | MEM   | KEN    | IRP   | NSH    | BRI    | CHI     | IOW   | GTW    | NHA   | LVS   | MAR    | TAL    | TEX   | PHO    | HOM   | 99.º  | 76   |
| 2012 | Kyle Busch Motorsports    | 18 | Toyota | DAY 36 | MAR 8  | CAR 34 | KAN 18 | CLT 4  | DOV   | TEX 6  | KEN 8 | IOW 6 | CHI 8  | POC   | MCH    | BRI   | ATL    | IOW    | KEN     | LVS   | TAL    | MAR   | TEX   | PHO    |        |       |        |       | 23º   | 294  |
| 2012 | Hillman Racing            | 27 | Chevy  |        |        |        |        |        |       |        |       |       |        |       |        |       |        |        |         |       |        |       |       |        | HOM 19 |       |        |       | 23º   | 294  |

Leyenda
| Color     | Resultado(s)                   |
| Oro       | Ganador                        |
| Plata     | 2.º-5.º lugar                  |
| Bronce    | 6.º-10.º puesto                |
| Verde     | 11.º-20.º lugar                |
| Azul      | Finalizó 21 o peor             |
| Violeta   | No terminó la carrera          |
| Negro     | Descalificado (DSQ)            |
| Rosa      | No se clasificó (DNQ)          |
| Marrón    | Retiro (Wth)                   |
| Blanco    | Clasificó para otro piloto(QL) |
| Sin color | No participó (DNP)             |
| Sin color | Lesionado (INJ)                |
| Sin color | Excluido (EX)                  |

Negrita – Pole position obtenida por tiempos. Cursiva – Pole position por la posición en el campeonato.
* –Fue el piloto que más vueltas lideró.